# Monte Carlo Open 1979
Il Monte Carlo Open 1979 è stato un torneo di tennis giocato sulla terra rossa. 
È stata la 72ª edizione del Monte Carlo Open, che fa parte del Colgate-Palmolive Grand Prix 1979.
Si è giocato al Monte Carlo Country Club di Roquebrune-Cap-Martin in Francia vicino a Monte Carlo,
dal 9 al 15 aprile 1979.

## Campioni

### Singolare
Björn Borg ha battuto in finale  Vitas Gerulaitis  6–2, 6–1, 6–3

### Doppio
Ilie Năstase /  Raúl Ramírez hanno battuto in finale  Víctor Pecci /  Balázs Taróczy con il punteggio di 6–3, 6–4